# 不动山隧道
不动山隧道（日语：／）是日本佐賀縣的一座高速公路隧道，位于長崎自動車道（E34）的嬉野交流道至东彼杵交流道区间，双洞四车道，上行线长2,046（1.27英里），1997年12月18日通车，下行线长2,006（1.25英里），1990年1月26日通车。不动山隧道是長崎自動車道全部位于佐賀縣境内的最长隧道，若考虑跨县境的隧道，则为与长崎县交界的俵坂隧道，长2,656（1.65英里）。